# Петрусенко, Оксана Андреевна
Оксана Андреевна Петрусенко (настоящее имя Ксения Андреевна Бородавкина; 1900—1940) — украинская советская певица (колоратурное сопрано). Народная артистка УССР (1939).

## Биография
Родилась 5 февраля (17 февраля по новому стилю) 1900 года в г. Балаклея (ныне Харьковская область) в семье Андрея и Марии Ивановны Бородавкиных. Однако по последним сведениям, основанным на архивных документах, родина Оксаны Петрусенко — город Севастополь (Балаклава).
Места работы:
- 1918−1925 — Херсон и Киевский театр оперы и балета; На работу в театр принял Иван Сагатовский.
- 1927−1929 — Казань;
- 1929−1931 — Свердловск;
- 1931−1934 — Самара;
- 1934−1940 — Киевский театр оперы и балета.

Умерла 15 июля 1940 года в Киеве, где похоронена на Байковом кладбище.

## Награды
- Орден «Знак Почёта» (23.03.1936)[3] — «за выдающиеся заслуги в деле развития украинского оперного искусства, украинской музыки, песни и танцев»
- Народная артистка УССР (1939).

## Память
- На доме в Киеве, где она жила, установлена мемориальная доска.
- В 2000 году была выпущена почтовая марка Украины, посвященная Оксане Петрусенко.
- В 2010 году Национальным банком Украины была выпущена памятная монета 5 гривен, посвященная Петрусенко.
- Именем певицы названа одна из улиц Краматорска.
- Именем певицы названа одна из улиц Львова.
- Именем певицы названа одна из улиц Луганска.
- В Севастополе в 2010 году на здании русского академического театра им. А.Луначарского была установлена мемориальная доска. В том же году разрушена неизвестными. Местные власти решили её не восстанавливать.
- С 2008 по 2013 год в Севастополе проходил ежегодный фестиваль оперного пения имени О. Петрусенко
- В Казани на здании театра имени Карима Тинчурина установлена мемориальная доска с текстами на трех языках: татарском, русском и украинском. Русский вариант текста: «В этом здании в 1927—1929 гг. пела народная артистка Украины Оксана Петрусенко».

## Творчество
Ученица П. К. Саксаганского.
Петрусенко — представительница украинской вокальной школы. Обладала сочным выразительным голосом большого диапазона и ярким драматическим талантом. Исполняла партии в национальных украинских операх, а также в операх русских классиков. Выступала как концертная певица — исполняла украинские народные песни.
Так сказал о ней Иван Козловский:

«Чем чаще я встречал её в последние годы, тем больше поражало в ней несоответствие доброй улыбки с печалью, неизбывно застывшей в глазах».

### Дискография
- Дискография Оксаны Петрусенко на сайте Russian-Records.com
- В 1961 году Всесоюзная фирма «Мелодия» выпустила долгоиграющую пластинку «Украинские песни в исполнении Оксаны Петрусенко».
- В 1973 году была выпущена вторая пластинка-гигант «Поёт Оксана Петрусенко».